# Fritz Buchloh
Friedrich Hermann Buchloh (Mülheim an der Ruhr, 26 novembre 1909 – Mülheim an der Ruhr, 22 luglio 1998) è stato un allenatore di calcio e calciatore tedesco, di ruolo portiere.

## Carriera

### Nazionale
Con la maglia della Nazionale prese parte ai Mondiali del 1934 e del 1938 e alle Olimpiadi del 1936.

## Statistiche

### Cronologia presenze e reti in nazionale
| Cronologia completa delle presenze e delle reti in nazionale ― Germania | Cronologia completa delle presenze e delle reti in nazionale ― Germania | Cronologia completa delle presenze e delle reti in nazionale ― Germania | Cronologia completa delle presenze e delle reti in nazionale ― Germania | Cronologia completa delle presenze e delle reti in nazionale ― Germania | Cronologia completa delle presenze e delle reti in nazionale ― Germania | Cronologia completa delle presenze e delle reti in nazionale ― Germania | Cronologia completa delle presenze e delle reti in nazionale ― Germania |
| Data                                                                    | Città                                                                   | In casa                                                                 | Risultato                                                               | Ospiti                                                                  | Competizione                                                            | Reti                                                                    | Note                                                                    |
| ----------------------------------------------------------------------- | ----------------------------------------------------------------------- | ----------------------------------------------------------------------- | ----------------------------------------------------------------------- | ----------------------------------------------------------------------- | ----------------------------------------------------------------------- | ----------------------------------------------------------------------- | ----------------------------------------------------------------------- |
| 4-12-1932                                                               | Düsseldorf                                                              | Germania                                                                | 0 – 2                                                                   | Paesi Bassi                                                             | Amichevole                                                              | -2                                                                      |                                                                         |
| 1-1-1933                                                                | Bologna                                                                 | Italia                                                                  | 3 – 1                                                                   | Germania                                                                | Amichevole                                                              | -1                                                                      | 55’                                                                     |
| 22-10-1933                                                              | Duisburg                                                                | Germania                                                                | 8 – 0                                                                   | Belgio                                                                  | Amichevole                                                              | -                                                                       |                                                                         |
| 5-11-1933                                                               | Magdeburgo                                                              | Germania                                                                | 2 – 2                                                                   | Norvegia                                                                | Amichevole                                                              | -2                                                                      |                                                                         |
| 11-3-1934                                                               | Lussemburgo                                                             | Lussemburgo                                                             | 1 – 9                                                                   | Germania                                                                | Qual. Mondiali 1934                                                     | -1                                                                      |                                                                         |
| 9-9-1934                                                                | Varsavia                                                                | Polonia                                                                 | 2 – 5                                                                   | Germania                                                                | Amichevole                                                              | -2                                                                      |                                                                         |
| 7-10-1934                                                               | Copenaghen                                                              | Danimarca                                                               | 2 – 5                                                                   | Germania                                                                | Amichevole                                                              | -2                                                                      |                                                                         |
| 27-1-1935                                                               | Stoccarda                                                               | Germania                                                                | 4 – 0                                                                   | Svizzera                                                                | Amichevole                                                              | -                                                                       |                                                                         |
| 17-2-1935                                                               | Amsterdam                                                               | Paesi Bassi                                                             | 2 – 3                                                                   | Germania                                                                | Amichevole                                                              | -2                                                                      |                                                                         |
| 8-5-1935                                                                | Dortmund                                                                | Germania                                                                | 3 – 1                                                                   | Irlanda                                                                 | Amichevole                                                              | -1                                                                      |                                                                         |
| 12-5-1935                                                               | Colonia                                                                 | Germania                                                                | 1 – 2                                                                   | Spagna                                                                  | Amichevole                                                              | -2                                                                      |                                                                         |
| 30-6-1935                                                               | Stoccolma                                                               | Svezia                                                                  | 3 – 1                                                                   | Germania                                                                | Amichevole                                                              | -3                                                                      |                                                                         |
| 25-8-1935                                                               | Erfurt                                                                  | Germania                                                                | 4 – 2                                                                   | Romania                                                                 | Amichevole                                                              | -2                                                                      |                                                                         |
| 20-10-1935                                                              | Lipsia                                                                  | Germania                                                                | 4 – 2                                                                   | Bulgaria                                                                | Amichevole                                                              | -2                                                                      |                                                                         |
| 27-2-1936                                                               | Lisbona                                                                 | Portogallo                                                              | 1 – 3                                                                   | Germania                                                                | Amichevole                                                              | -                                                                       | 58’                                                                     |
| 4-8-1936                                                                | Berlino                                                                 | Germania                                                                | 9 – 0                                                                   | Lussemburgo                                                             | Olimpiadi 1936                                                          | -                                                                       |                                                                         |
| 13-9-1936                                                               | Varsavia                                                                | Polonia                                                                 | 1 – 1                                                                   | Germania                                                                | Amichevole                                                              | -                                                                       |                                                                         |
| Totale                                                                  |                                                                         | Presenze                                                                | 17                                                                      |                                                                         | Reti                                                                    | -22                                                                     |                                                                         |